# Anton Geppert
Anton Geppert (* 17. Juli 1829 in Brixlegg; † 15. November 1890 in Innsbruck) war ein österreichischer Architekt und Ingenieur.

## Leben
Anton Geppert studierte an der Technischen Hochschule Wien und an der Akademie der Bildenden Künste München. 1848 kämpfte er mit einem aus Tiroler Akademikern gebildeten Freiwilligencorps unter Adolf Pichler an der italienischen Grenze. Nach seinem Studium trat er in den Dienst des Landes Tirol, wo er bis zum Landes-Oberingenieur aufstieg. Geppert plante Flussregulierungen, Wildbachverbauungen, Straßen und Brücken, aber auch zahlreiche Kirchenbauten in historistischen Stilen.

## Werke (Auswahl)

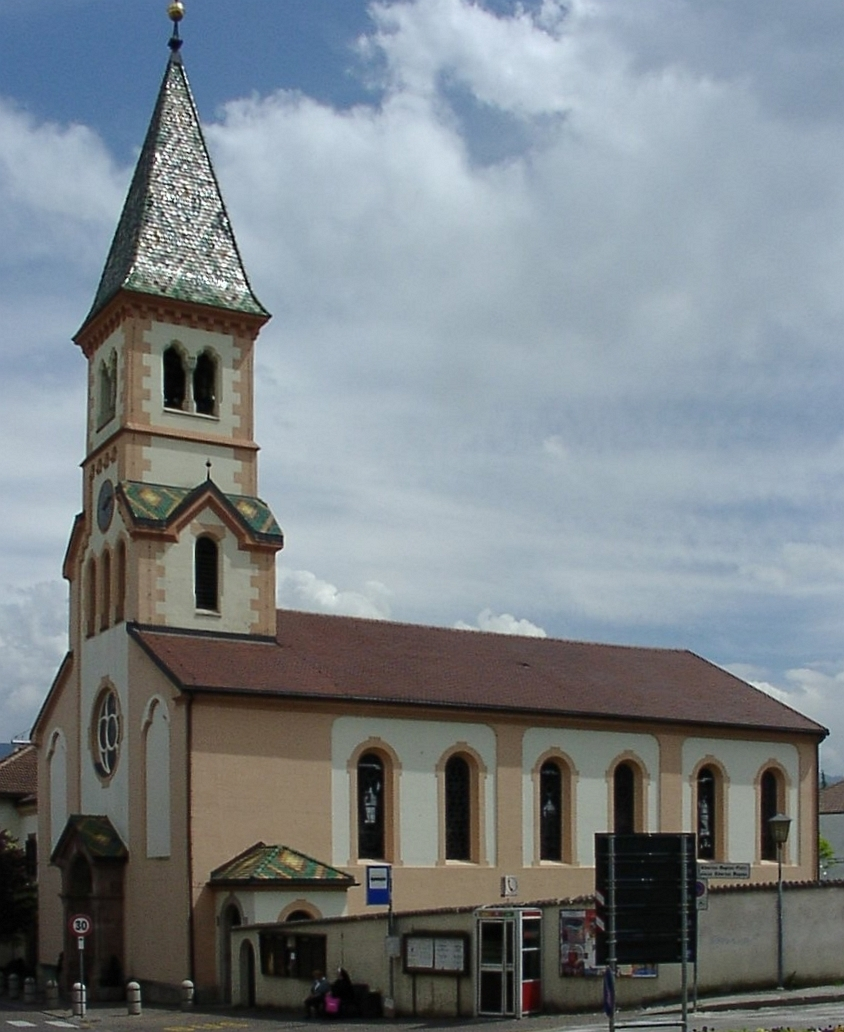
Kirche zum heiligen Joseph in Eppan

- Umgestaltung der Pfarrkirche Mühlau (1851–1862)[2]
- Renovierung und Umgestaltung der Liebfrauenkirche in Glurns (1854)[3]
- Straße über den Tonalepass (1854–1856)
- Pfarrkirche Mils bei Imst (1854–1857)
- Erweiterung der Dreiheiligenkirche in Innsbruck (1860–1863)
- Neue Pfarrkirche Götzis (1862–1865)
- St. Ulrich in Stilfs (1867)[4]
- Erweiterung der Heiligkreuzkirche in Burgstall (1868)[5]
- Kirche zum heiligen Joseph in Eppan (1883–1886)[6]
- St. Sebastian in Platzers, Tisens (1898/90)[7][8]